# Jørn Kjær
Jørn Kjær Hansen (* 16. Mai 1961) ist ein ehemaliger dänischer Fußballspieler. 
Kjær, der aus Horsens stammt, spielte den größten Teil seiner Karriere für den Horsens fS, Vorgänger des Klubs AC Horsens. Er trat bei 109 Spielen an und schoss drei Tore. Im November 1982 endete sein Vertrag und er begann im Folgejahr für Herning Fremad zu spielen, aus dem später der FC Midtjylland hervorging. Mit diesem Verein hatte er 42 Einsätze in der 1. Division, dem Vorgänger der Superliga. Am 20. April 1987 wurde er bei einem Drittliga-Spiel gegen Varde verletzt (u. a. Kreuzbandriss) und beendete seine Karriere als Aktiver.
Danach arbeitete Kjær zunächst als stellvertretender Teamleiter (Holdleder) für Herning und dann als Teamleiter für Horsens. Ab 2004 war er als Materialverwalter und Teamleiter für den FC Midtjylland tätig. Aus gesundheitlichen Gründen ging er im Februar 2021 in den Ruhestand.
Jørn Kjærs Sohn Simon (* 1989) ist ebenfalls Fußballer; er spielt auch für die A-Nationalmannschaft Dänemarks.